# Richard Dorfmeister

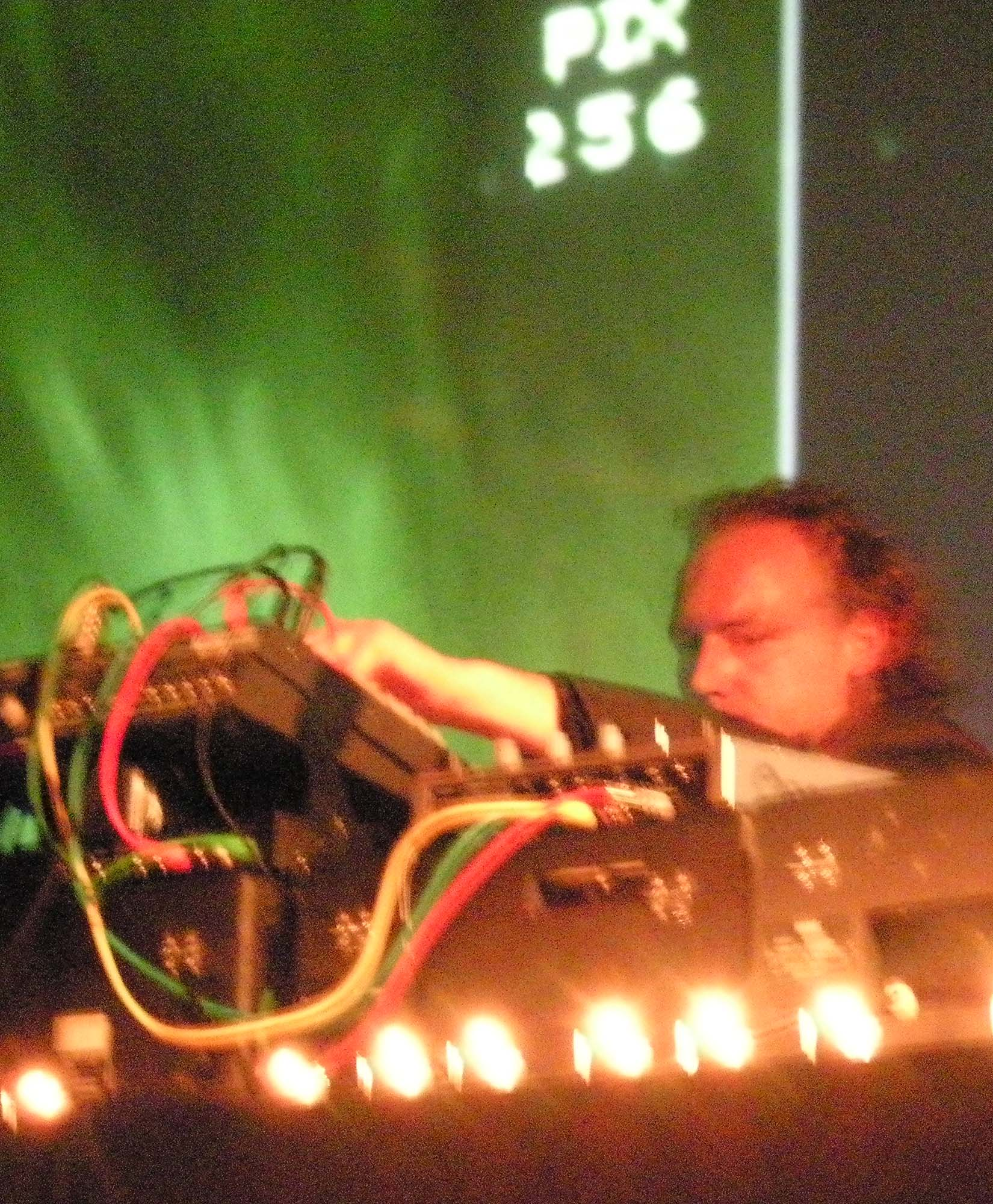
Richard Dorfmeister (TOSCA), Wien 2009

Richard Dorfmeister (* 1968 in Wien) ist ein österreichischer DJ und Produzent. Er studierte Querflöte und Gitarre und beschäftigt sich seit 1986 mit elektronischer Musik. 1993 gründete er mit Peter Kruder die Formation Kruder & Dorfmeister und im folgenden Jahr das Plattenlabel G-Stone Recordings. Seit 1994 arbeitet Dorfmeister auch mit Rupert Huber als  Tosca zusammen. Mitte der 2000er Jahre gab es eine Zusammenarbeit mit dem DJ-Gespann Madrid de los Austrias. Außer für G-Stone mixte er Alben für die Label Studio K7 und Different Drummer (A Different Drummer Selection (A Decade in Dub '92–'02), 2003) sowie Ninja Tunes Solid Steel Radio Show (2013).

## Auszeichnungen
- Goldenes Verdienstzeichen des Landes Wien, zuerkannt 2003, verliehen 2017[2][3]